# 봉대초등학교
봉대초등학교는 대한민국 강원특별자치도 원주시에 있는 초등학교다.

## 학교 연혁
- 1946년 12월 19일 판부국민학교 행구분교 설립 인가
- 1948년 10월 20일 봉대국민학교로 승격
- 1981년 3월 1일 봉대국민학교 병설유치원 개원
- 1996년 3월 1일 봉대초등학교로 개칭
- 2004년 3월 1일 특수학급 1학급 신설
- 2014년 2월 14일 제64회 졸업식 거행(졸업생 누계 3,116명)
- 2014년 3월 1일 8학급 편성
- 2014년 3월 1일 제27대 황성원 교장 부임
- 2017년 3월 2일 23학급 편성